# Sint-Vituskerk (Wijns)
De Sint-Vituskerk is een kerkgebouw in Wijns in de Nederlandse provincie Friesland. Het kerkgebouw is een rijksmonument.

## Beschrijving
De romaanse kerk uit 1200 was oorspronkelijk gewijd aan Sint-Vitus. De eenbeukige kerk heeft een zadeldaktoren. De rondboogvensters dateren uit de 18e eeuw. Het interieur wordt gedekt door een houten tongewelf. In 1949 zijn twee nieuwe torenklokken geplaatst ter vervanging van de door de Duitse bezetter verwijderde klokken. Het eenklaviersorgel met 6 registers uit 1889 is gebouwd door Bakker & Timmenga.
Een keer per maand is er nog een kerkdienst. De kerkvoogdij beheert ook de kerken van Giekerk en Oenkerk. Daarnaast zorgt de "Stichting de Kulturele Tsjerke Wyns" (opgericht in 1997) voor multifunctioneel gebruik van het kerkgebouw door middel van lezingen, voorstellingen en concerten. De kerk is sinds 1998 tevens een officiële trouwlocatie (voor zowel burgerlijk als kerkelijk huwelijk).

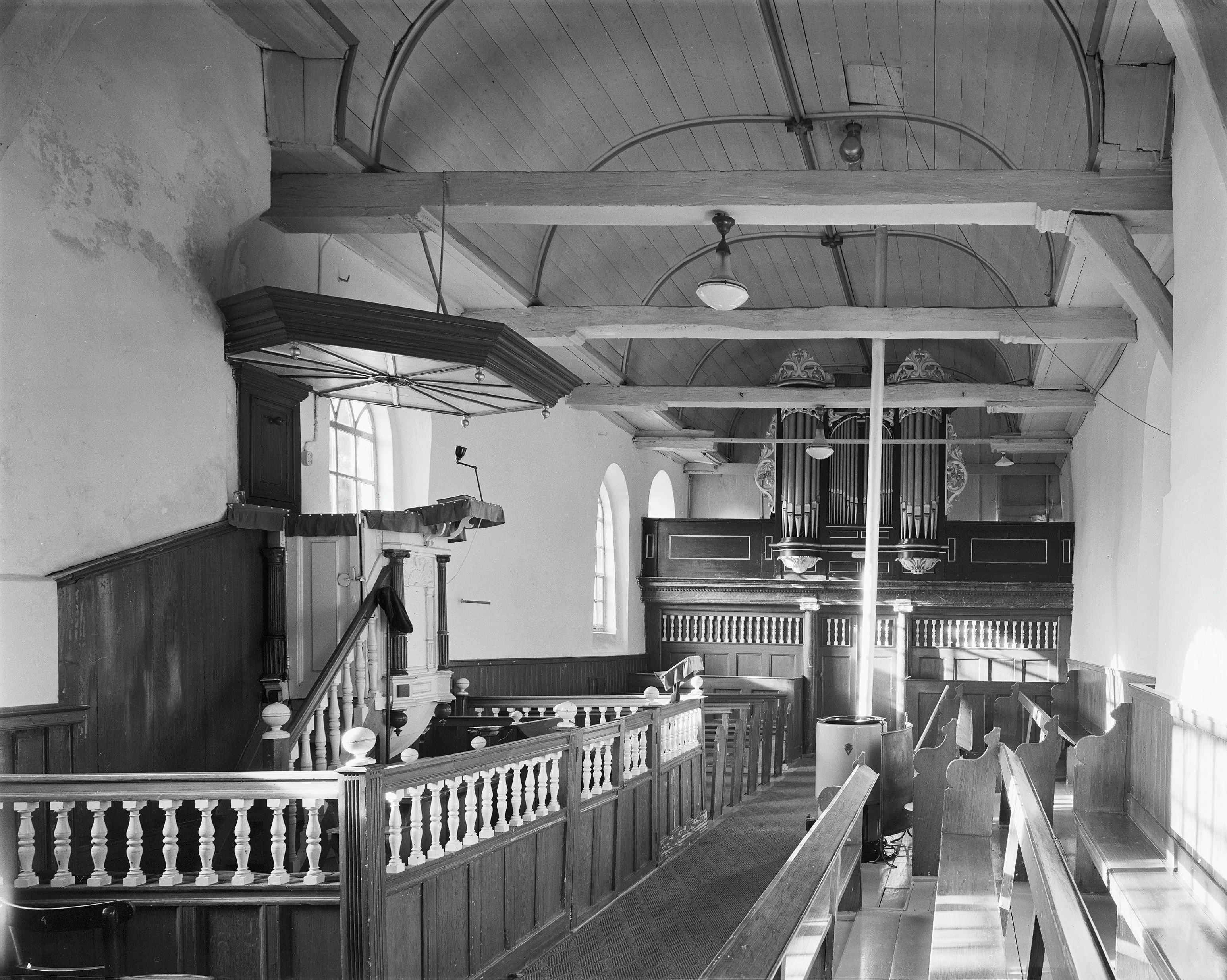
Interieur (1975)
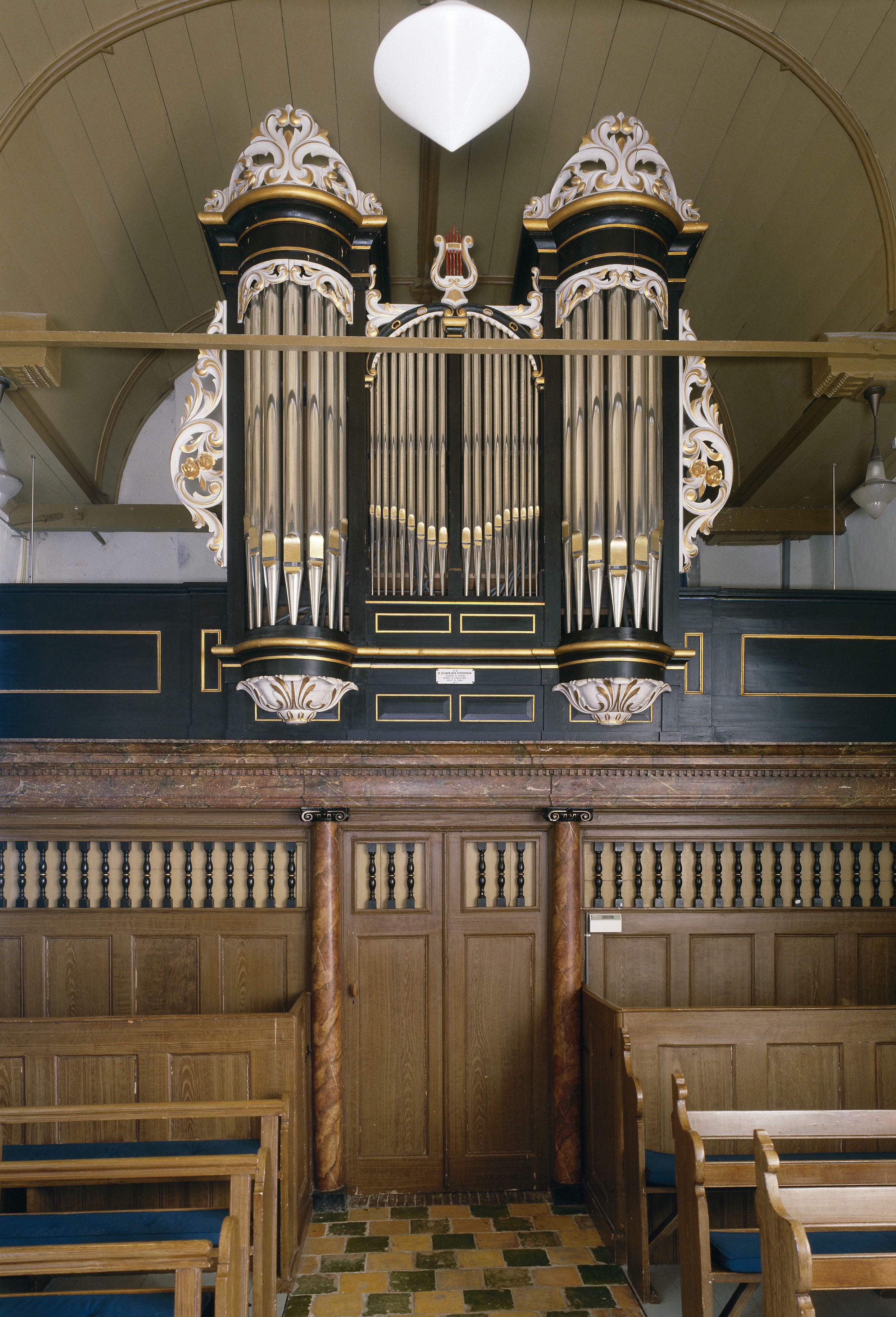
Interieur met orgel (2007)